# 20576 Marieoertle
20576 Marieoertle è un asteroide della fascia principale. Scoperto nel 1999, presenta un'orbita caratterizzata da un semiasse maggiore pari a 2,2484479 UA e da un'eccentricità di 0,0622330, inclinata di 4,43591° rispetto all'eclittica.